# Khu di tích Phủ Chủ tịch
Khu di tích Chủ tịch Hồ Chí Minh tại Phủ Chủ tịch, gọi tắt là Khu di tích Phủ Chủ tịch tại Hà Nội, là nơi sống và làm việc lâu nhất của Chủ tịch Hồ Chí Minh (từ 19 tháng 12 năm 1954 đến 2 tháng 9 năm 1969), được Bộ Văn hóa Thông tin ra Quyết định xếp hạng là Khu di tích ngày 15 tháng 5 năm 1975. Hiện nay, nơi đây đã được thủ tướng chính phủ Việt Nam đưa vào danh sách xếp hạng 23 di tích quốc gia đặc biệt.
Khu đất này nguyên là phần đất phía tây bắc của Hoàng thành thuộc Kinh thành Thăng Long xưa. Khi Pháp xâm lược Việt Nam, sau khi chiếm xong miền Bắc đã chọn Hà Nội làm trung tâm đầu não cho toàn bộ Đông Dương và Phủ toàn quyền Đông Dương được xây dựng trên mảnh đất này. Sau khi cuộc kháng chiến chống Pháp kết thúc, nơi này được chọn là nơi làm việc của Đảng Cộng sản Việt Nam và Nhà nước, đồng thời là nơi sống và làm việc của Chủ tịch Hồ Chí Minh. Nơi đây cũng là nơi Hồ Chí Minh đã qua đời.
Tại Phủ Chủ tịch, Chủ tịch Hồ Chí Minh đã từng gặp nhiều đoàn khách là đại biểu của các chính đảng, đoàn thể, tôn giáo; đại biểu của công nhân, nông dân, trí thức, quân đội; đại biểu của các dân tộc thiểu số; đại biểu của người dân Miền Nam Việt Nam và quân nhân thuộc Quân Giải phóng Miền Nam Việt Nam (ở Việt Nam gọi tắt là "đồng bào chiến sĩ miền Nam")
Cũng tại nơi đây, Bác Hồ còn tiếp những người là đại biểu những người Việt sống ở nước ngoài về thăm Việt Nam; đại biểu của các đội thiếu niên, đoàn thanh niên, hội phụ nữ...
Ngày 9 tháng 2 năm 1955, cửa Phủ Chủ tịch đã mở cho các thiếu niên đến vui chơi, từ đó các cháu thiếu nhi có nhiều dịp được vào đây thăm Bác. Bác Hồ còn tổ chức nhiều triển lãm tranh thiếu nhi tại đây.

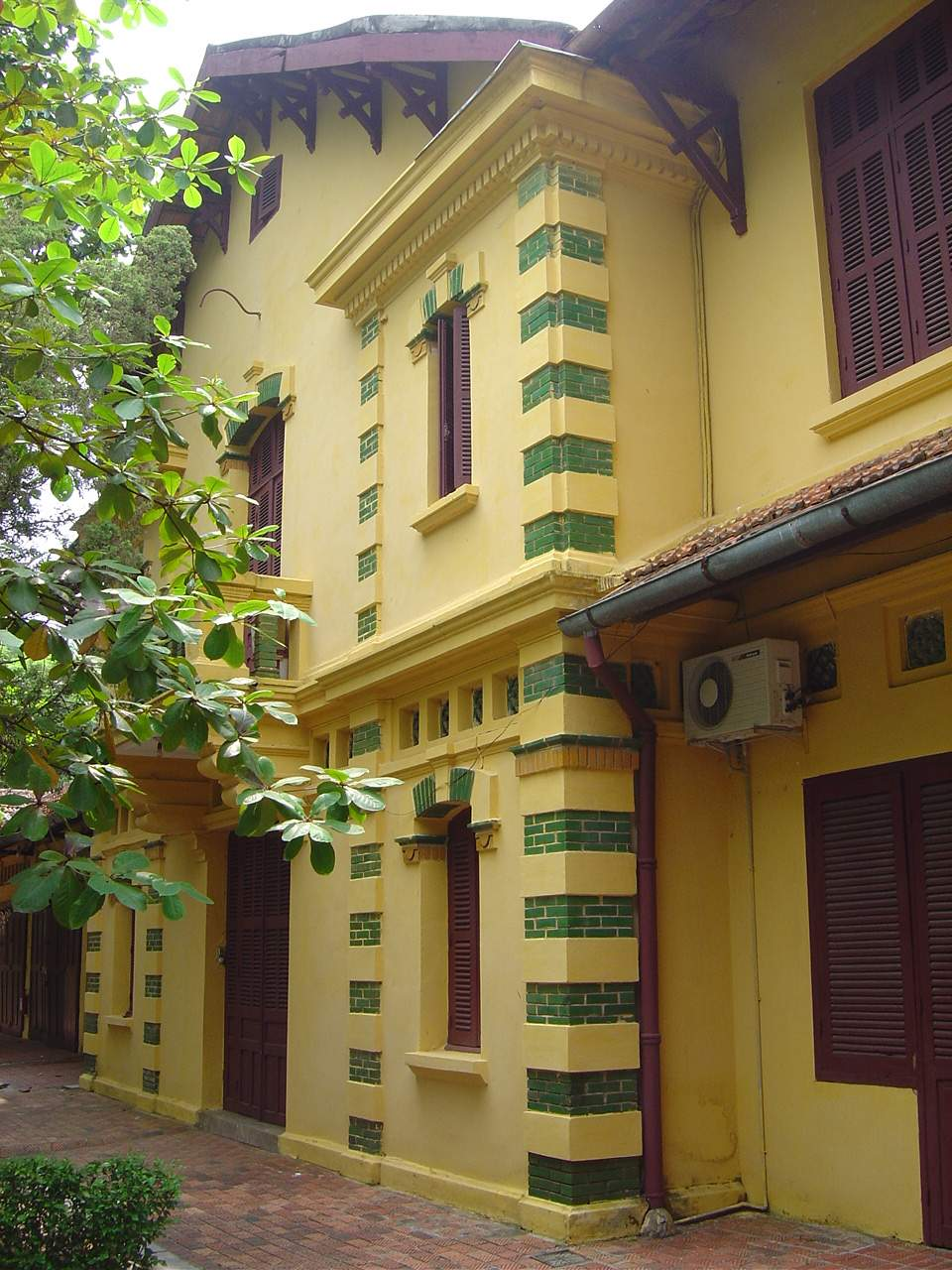
Nhà họp Bộ Chính trị tại Phủ Chủ tịch.

Sau khi Chủ tịch Hồ Chí Minh qua đời, khu Phủ Chủ tịch trở thành khu di tích lịch sử. Nhiều khách du lịch tại Việt Nam và khắp thế giới đến thăm khu di tích này.
Khi Viện Bảo tàng Hồ Chí Minh được thành lập ngày 12 tháng 9 năm 1977, khu này nằm dưới sự quản lý của Bảo tàng Hồ Chí Minh. Ngày 6 tháng 11 năm 1992, Khu di tích Phủ Chủ tịch được tách ra khỏi Bảo tàng Hồ Chí Minh và trực thuộc Bộ Văn hóa Thông tin.
Tổng thể khu di tích rộng hơn 14 hécta, trong đó diện tích được xếp hạng là 22.000 m², bao gồm 16 công trình, công trình đã tồn tại lâu nhất là hơn 100 năm và gần nhất là hơn 40 năm. Một số công trình có giá trị lớn trong khu di tích:
- "Nhà sàn Bác Hồ": phục chế theo nhà sàn theo kiểu nhà đồng bào dân tộc ở Việt Bắc, nơi Chủ tịch Hồ Chí Minh đã ở từ ngày 18 tháng 5 năm 1958 đến ngày 17 tháng 8 năm 1969. Ngôi nhà sàn này được dựng lại theo nguyên mẫu năm 1969, sau khi Chủ tịch Hồ Chí Minh qua đời. Năm 1969, Bảo tàng Hồ Chí Minh đã mua gỗ về làm một ngôi nhà sàn đồng dạng dựng trên nền cũ tại Hà Nội, còn nhà sàn gốc được cất giữ bảo quản trong kho [1].
- Nhà 54, nơi Chủ tịch Hồ Chí Minh đã ở và làm việc từ ngày 19 tháng 12 năm 1954 đến ngày 18 tháng 5 năm 1958. Sau khi chuyển về sống ở Nhà sàn, hàng ngày ông vẫn đến đây ăn cơm và sử dụng các phương tiện vệ sinh cá nhân.
- Phòng họp Bộ Chính trị, nơi quyết định cuộc Tấn công và nổi dậy Xuân 1968.
- Nhà 67, nơi họp Bộ Chính trị, cũng là nơi Chủ tịch Hồ Chí Minh dưỡng bệnh và qua đời.
- Giàn hoa Phủ Chủ tịch, nơi Chủ tịch Hồ Chí Minh thường tiếp khách.
- Nhà bếp A và nhà bếp B.
- Nhà Thủ tướng.
- Nhà ký sắc lệnh.
- Đường Xoài: con đường mà Chủ tịch Hồ Chí Minh thường đi bách bộ sau giờ làm việc và tập thể dục buổi sáng.
- "Đường mòn Bác Hồ": con đường mà Chủ tịch Hồ Chí Minh luyện tập với mong muốn có đủ sức vào thăm người dân miền Nam Việt Nam trong những năm cuối đời.
- "Ao cá Bác Hồ" với diện tích 3.320 m², sâu 3 m, có nhiều loài cá được thả tại đây.

Ngoài ra, khu vườn tại đây có 161 loài thực vật thuộc 54 họ thực vật, trong đó có 58 loài có nguồn gốc nước ngoài.
Trong khuôn khổ Lễ hội Sen Hà Nội năm 2024, Viện Kinh tế, Văn hoá và Nghệ thuật đã giới thiệu tác phẩm chân dung Chủ tịch Hồ Chí Minh được ghép từ hàng nghìn bức ảnh hoa sen trên chất liệu kính cường lực. Tác phẩm này sau đó được trao tặng cho Khu di tích Chủ tịch Hồ Chí Minh tại Phủ Chủ tịch để trưng bày phục vụ công chúng.